# Station Almere Muziekwijk
Station Almere Muziekwijk is een spoorwegstation in Almere op het traject Weesp – Lelystad (Flevolijn). Het station ligt in het stadsdeel Almere Stad en werd geopend op 30 mei 1987, tegelijk met Almere Centrum en Almere Buiten. In ruwbouw zijn de stations van Almere Muziekwijk, Buiten en Parkwijk gelijk, alleen in afbouw verschillen de stations. In ruwbouw heette het station Almere 1.
Het station ligt op een viaduct midden in de Muziekwijk. Voor het station ligt een busbaan met een bushalte.

## OV-chipkaart
Dit station is afgesloten met OVC-poorten.

## Treinen
De volgende treinseries stoppen in Almere Muziekwijk:
| Serie | Treinsoort    | Route | Bijzonderheden |
| ----- | ------------- | --- | --- |
| 4300  | Sprinter (NS) | Den Haag Centraal – Leiden Centraal – Schiphol Airport – Amsterdam Zuid – Weesp – Almere Muziekwijk – Almere Centrum – Almere Buiten – Almere Oostvaarders – Lelystad Centrum | |
| 4600  | Sprinter (NS) | Amsterdam Centraal – Weesp – Almere Muziekwijk – Almere Centrum – Almere Buiten – Almere Oostvaarders                                                                         | Rijdt niet na circa 20:00 uur, op zaterdag voor circa 9:00 uur en op zondag voor circa 10:00 uur. |
| 4900  | Sprinter (NS) | Utrecht Centraal – Hilversum – Almere Muziekwijk – Almere Centrum | Stopt niet in Hilversum Media Park en Bussum Zuid. Stopt van maandag t/m vrijdag tussen circa 6:30 en 20:00 uur, op zaterdag tussen circa 10:00 en 20:00 uur en op zondag tussen circa 11:00 en 20:00 uur niet te Hollandsche Rading. |

## Aansluitend openbaar vervoer
Op Almere Muziekwijk komen de buslijnen:

### Metrobussen
| Lijn | Lijn        | Route                            | Via | Opmerkingen |
| ---- | ----------- | -------------------------------- | --- | ----------- |
| M3   | Muziekmetro | Station Centrum - Componistenpad | Staatsliedenwijk, Kruidenwijk, Muziekwijk, Station Muziekwijk                                                               |             |
| M4   | Poortmetro  | Station Centrum - Station Poort  | Stedenwijk, Componistenpad, Station Muziekwijk, Literatuurwijk, Hogekant, Homeruskwartier, Columbuskwartier, Europakwartier |             |

### nightGo
| Lijn | Route                                           | Via | Opmerkingen                    |
| ---- | ----------------------------------------------- | --- | ------------------------------ |
| N22  | Almere, Station Buiten - Amsterdam, Leidseplein | Almere Buiten (Bloemenbuurt, Faunabuurt, Landgoederenbuurt), Almere Stad (Tussen de Vaarten, Sallandsekant, Danswijk, Parkwijk, Station Parkwijk, Parkwijk, Filmwijk, Flevoziekenhuis, Station Centrum, Staatsliedenwijk, Kruidenwijk, Muziekwijk, Station Muziekwijk, Componistenpad, Station Muziekwijk, Literatuurwijk, Hogekant), Almere Poort (Middenkant, Homeruskwartier, Columbuskwartier, Europakwartier, Station Poort), Muiden (P+R), Amsterdam (Brinklaan, Middenweg, Amstelstation) | Rijdt alleen op zaterdagnacht. |

## Ontwikkeling aantal reizigers
Het aantal door NS vervoerde reizigers (per gemiddelde werkdag) ontwikkelde zich sedert 2019 als volgt:
| Jaar | Aantal reizigers |
| ---- | ---------------- |
| 2019 | 6.355            |
| 2020 | 3.204            |
| 2021 | 3.165            |
| 2022 | 4.162            |
| 2023 | 4.585            |
| 2024 | 4.217            |

## Afbeeldingen

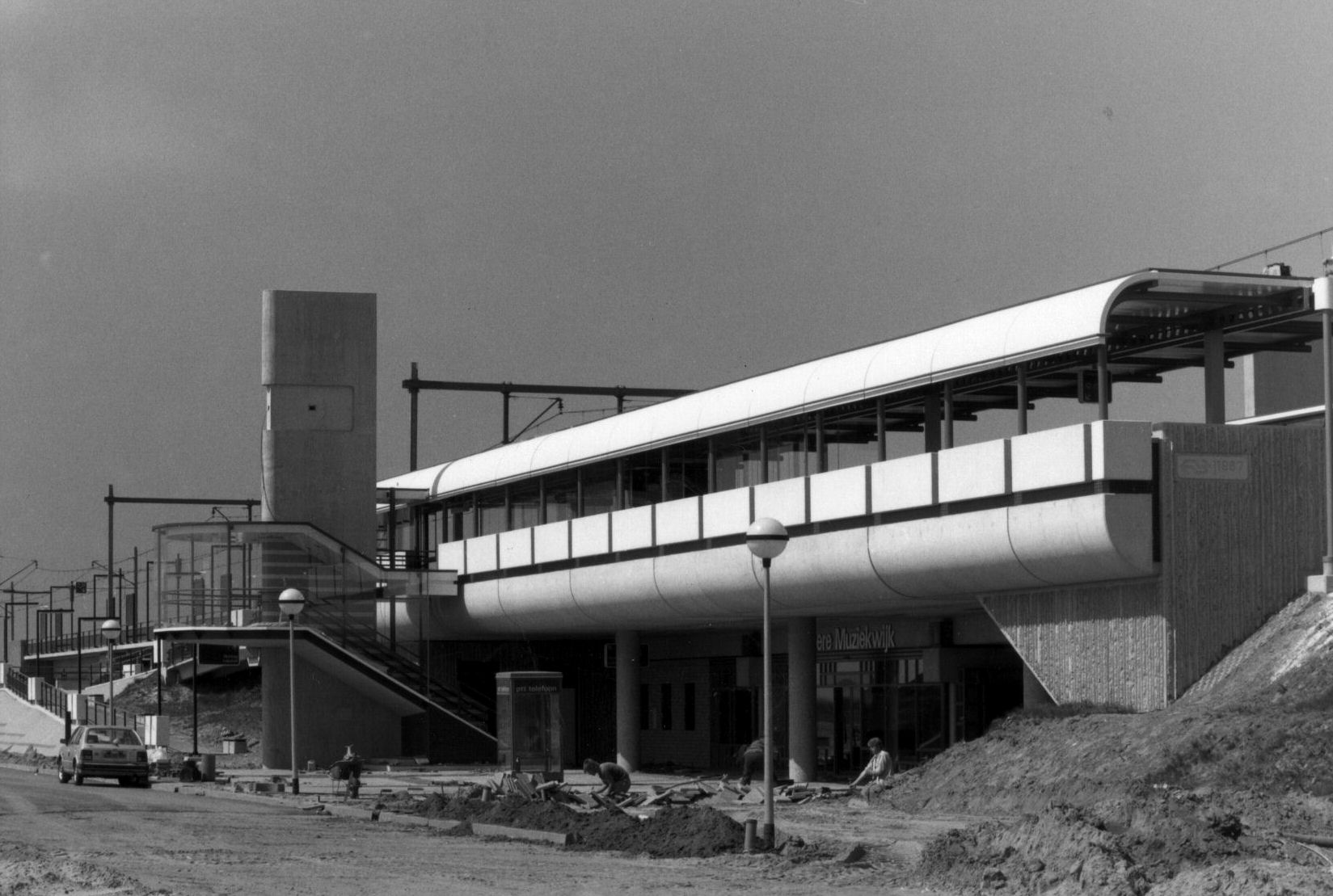
Station in 1987
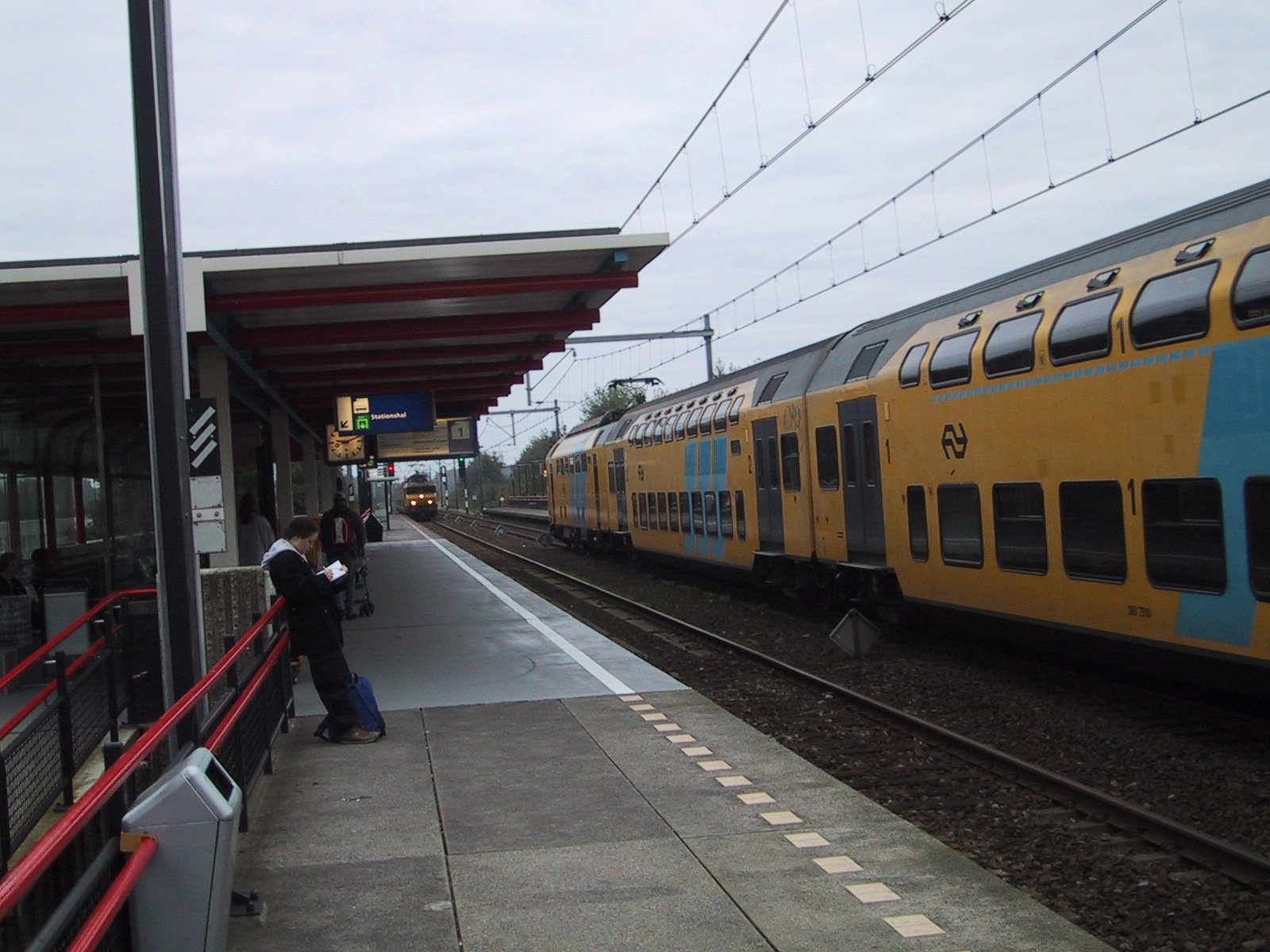
DD-AR op het station (2002)
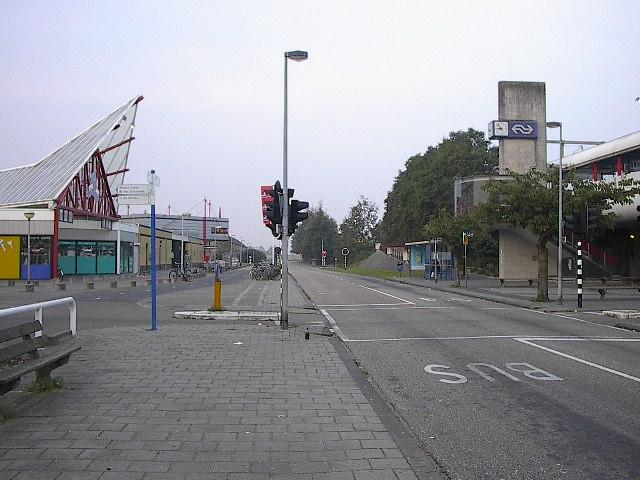
Busbaan bij het station (2004)

0: Weesp · 
7: Almere Strand ·
12: Almere Poort ·
13: Almere Muziekwijk ·
15: Almere Centrum ·
17: Almere Parkwijk ·
20: Almere Buiten ·
22: Almere Oostvaarders ·
38: Lelystad Zuid ·
40: Lelystad Centrum
Almere:
-Buiten ·
-Centrum ·
-Muziekwijk ·
-Oostvaarders ·
-Parkwijk ·
-Poort ·
Dronten ·
Lelystad Centrum